# The Lost Tapes
The Lost Tapes è una raccolta del rapper statunitense Nas, pubblicata il 23 settembre del 2002 dalla Columbia e dall'etichetta di Nas, la Ill Will Records nel mercato statunitense. La compilation nasce per capitalizzare ciò che è stato visto nella comunità hip hop come il ritorno artistico di Nas, avvenuto l'anno prima con l'uscita di Stillmatic. L'album è composto da brani precedentemente inediti che sono stati scartati dalle sessioni di registrazione per gli album precedenti di Nas, I Am... e Stillmatic. Alle produzioni, tra gli altri, anche The Alchemist, L.E.S. e i Trackmasters. Con suoni tenui, sparsi e osservazioni sulla vita urbana le canzoni sono autobiografiche e nostalgiche e fanno in modo di allontanare il personaggio thug dei precedenti dischi di Nas.
Pubblicato con poca promozione, The Lost Tapes debutta al decimo posto della Billboard 200 e vende oltre 70 000 copie nella prima settimana. È accolto con ampio consenso da parte dei critici musicali, alcuni dei quali lo hanno considerato come il miglior album di Nas dal suo esordio del 1994 Illmatic. Un secondo volume di brani inediti fu pianificato prima che Nas firmasse per la Def Jam nel 2006, ma il progetto fu prima ritardato poi abbandonato a causa di problemi con l'etichetta discografica.

## Background
Nel 2001, Nas ha fatto un ritorno artistico con il suo quinto album Stillmatic e la sua faida molto pubblicizzato con il rapper Jay-Z. Entrambi hanno rivitalizzato la propria immagine nella musica hip hop all'epoca, distribuendo una serie di album commercialmente riusciti ma criticamente sotto la media. L'etichetta di Nas, Columbia Records, ha capitalizzato il suo ritorno in scena con una campagna promozionale che includeva l'uscita di due suoi album di inediti, gli EP From Illmatic to Stillmatic: The Remixes e The Lost Tapes, mentre stava portando avanti la pubblicazione del suo album del 2002 God's Son.
The Lost Tapes prevede brani inediti che Nas ha registrato tra il 1998 e il 2001 nelle sessioni di registrazione sia per I Am... (1999) sia per Stillmatic (2001). Diverse canzoni provenienti dalle sessioni per l'album del 1999 includevano Blaze a 50, Drunk by Myself e Poppa Was a Playa, che sono state rubate prima dell'uscita e immesse illegalmente su internet tramite MP3, il che ha portato alla loro esclusione da I Am.... La maggior parte delle canzoni inserite nella compilation erano state rese inizialmente disponibili per diversi mixtape underground prima di essere selezionate e masterizzate per The Lost Tapes.
I brani presenti nella raccolta sono registrati in diversi studi di registrazione tra New York, West Hempstead, Miami e Santa Monica. La produzione è affidata a The Alchemist, L.E.S., Poke and Tone, Precision, Rockwilder, Al West, Deric "D-Dot" Angelettie e Hill, Inc. L'album è stato confezionato con un libretto che presenta opere artistiche di Chris "C-Money" Feldman e la fotografia di Kareem Black, insieme a una nota di copertina che recita «niente comparsate, niente iperboli, niente s*****ate.»

## Contenuto

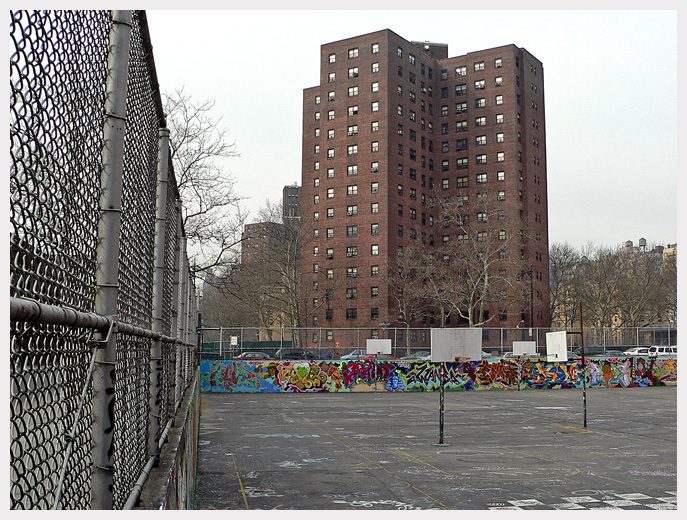
The Lost Tapes presenta argomenti sociologici, narrazioni e commenti sulla vita urbana (nell'immagine una casa popolare di New York City).

The Lost Tapes presenta testi introspettivi e argomenti di vita urbana, sociologia e disperazione. La sua musica è caratterizzata da basi di basso profilo, produzione sparsa, sottili sfumature di sezioni di archi, suoni di pianoforte morbidi e loop di soul music sommessi. Brett Berliner di Stylus Magazine dice che canzoni come Doo Rags e No Idea's Original incorporano melodie classiche, mentre altri brani come Purple e Fetus presentano temi neo-classici. John Bush di AllMusic dice che le tracce «hanno più cose in comune con le sue prime registrazioni: c'è più di un ritorno al passato, non è tutto così semplice, così suonano tracce come Doo Rags e Poppa Was a Playa, due brani che non sarebbero definitivamente stati adatti a Stillmatic.» L'autore musicale Craig Seymour ha notato le «basi modeste» nella musica e i pochi vanti nel rapping di Nas, mentre Chris Conti di Boston Phoenix ha detto che le basi semplici «controbilanciano le barre complesse di Nas riguardanti la vanteria e le narrazioni di vita di strada.»
Secondo il critico Robert Christgau, The Lost Tapes abbandona il personaggio criminale dei precedenti lavori di Nas in favore di testi di maggiore sensibilità, nostalgia e autobiografici. David Samuels della rivista Slate ha interpretato l'album come «un messaggio che inizia con un rifiuto del materialismo del suo [...] rivale Jay-Z» e «le verità spiacevoli sul fatto che la maggior parte dei ragazzini nelle case popolari dei loro quartieri si sentono come dei gangster nella vita reale», citando No Idea's Original come esempio. Jim Farber, autore del New York Daily News, elogia i testi e i temi di Nas in particolare in Drunk by Myself e Fetus.

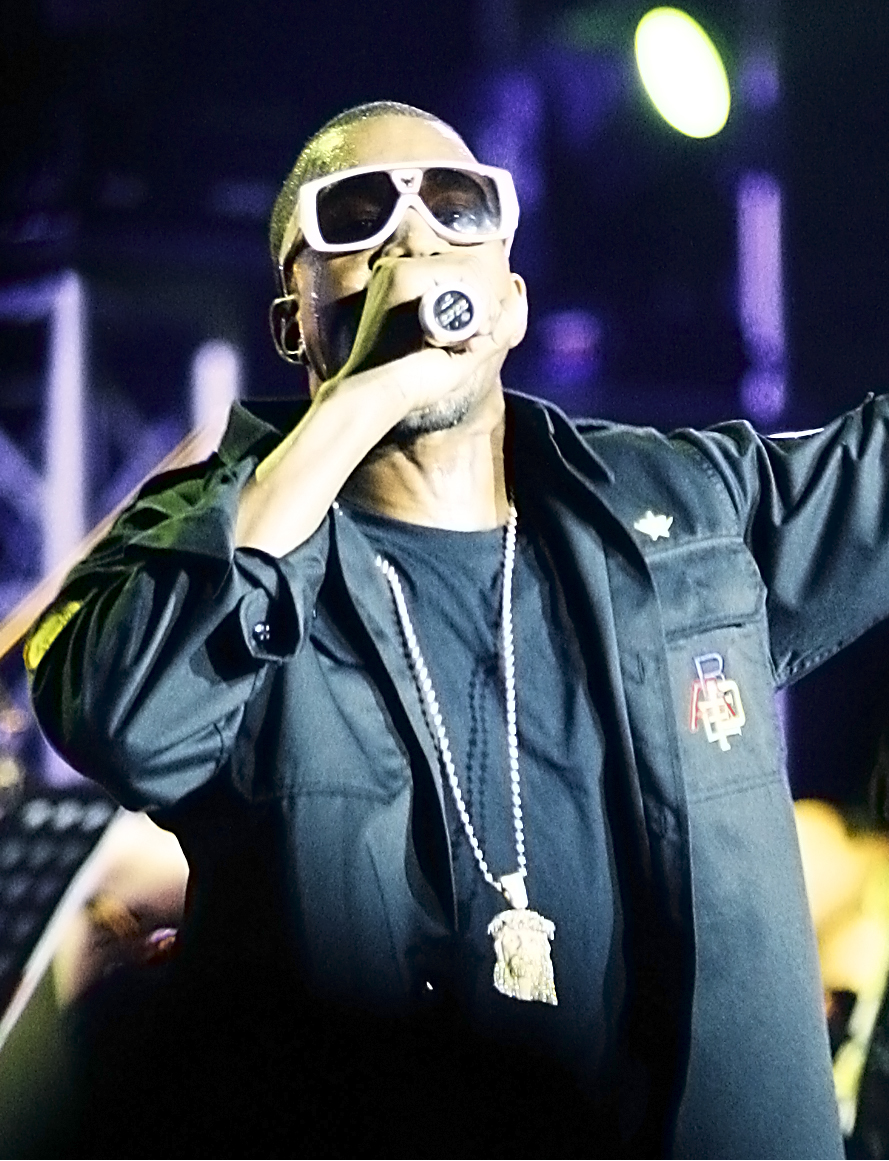
Kanye West co-produce Poppa Was a Playa

Il brano d'apertura Doo Rags contempla la giovinezza di Nas e la natura ciclica della società. Presenta un loop di pianoforte contemporaneo e suoni jazz. Richard Hazell di HipHopDX descrive la canzone come «un quadro proiettato col pianoforte che dipinge lo spazio e il tempo visto attraverso il terzo occhio di Nas, che può essere facilmente immaginato da qualsiasi abitante di New York City.» In My Way, riflette sulla propria ascesa dalla povertà alla «vita di un ricco criminale» e ripensa alla morte del suo miglior amico d'infanzia Ill Will. In U Gotta Love It, Nas fa riferimento al blitz del crack del 1986 e discute del suo stesso significato. Nothing Lasts Forever consiglia di apprezzare le piccole realizzazioni della vita ed essere ottimisti sul futuro. In No Idea's Original, nel ritornello, fa riferimento al Qoelet. La canzone campiona il brano I'm Gonna Love You Just a Little More Baby (1973) di Barry White, campione utilizzato frequentemente nella musica hip hop.
Blaze a 50 presenta una strumentale di violino e una narrazione complessa che segue un racconto di omicidio, sesso e tradimento. Nas racconta la storia in modo convenzionale fino alla fine, in cui la traccia si riavvolge fino a un punto precedente e si rivede nel suo finale originale. Everybody's Crazy presenta rime complesse e vanteria rap da parte di Nas. Nella narrazione di Purple, Nas esprime i suoi pensieri tra cui le critiche ai teppisti e i loro effetti sui loro quartieri. Drunk by Myself contiene temi riguardanti l'alcool e l'automedicazione.
Black Zombie è una critica appassionata e auto-riflessiva sui problemi che affliggono la comunità afroamericana, inclusi il pregiudizio, l'insolvenza economica e la dipendenza. I suoi testi socialmente consapevoli deridono gli stereotipi mediatici degli afroamericani, l'ineguaglianza nel sistema educativo e la violenza tra neri. Secondo l'autore Dax-Devlon Ross, la canzone prefigurava i temi di «visione del mondo» dei successivi album di Nas. Poppa Was a Playa presenta una co-produzione non accreditata da parte di Kanye West, e discute sul rapporto complicato tra Nas e suo padre, il musicista jazz Olu Dara, affrontando il suo stile di vita lussurioso e itinerante durante la gioventù di Nas. Gabriel Alvarez di Complex elogia il brano, che per lui è «un onesto omaggio al suo vecchio.»
Una traccia nascosta senza titolo segue Poppa Was a Playa e Nas rappa dalla prospettiva del suo sé prenatale. Originariamente era stato registrato per I Am... con i titoli provvisori di Fetus e Belly Button Window. Il brano si apre con solenni assoli di chitarra e il suono di un liquido gorgogliante prima di essere sovrapposto a una base e a un riff di pianoforte, quindi Nas apre la traccia con una breve introduzione. In Book of Rhymes: The Poetics of Hip Hop (2009), l'autore Adam Bradley descrive la narrazione lirica della storia della nascita dell'MC come «una delle migliori narrazioni del rap.»

## Ricezione
| Recensione                    | Giudizio |
| ----------------------------- | -------- |
| AllMusic                      | [ 1 ]    |
| Spin                          | [ 24 ]   |
| Entertainment Weekly          | A−       |
| Rolling Stone                 | [ 13 ]   |
| The Village Voice             | B+       |
| The Source                    | [ 33 ]   |
| Pitchfork                     | [ 21 ]   |
| Boston Phoenix                | [ 15 ]   |
| PopMatters                    | [ 34 ]   |
| The A.V. Club                 | [ 34 ]   |
| Stylus Magazine               | B        |
| HipHopDX                      | [ 35 ]   |
| The Rolling Stone Album Guide | [ 36 ]   |

The Lost Tapes è stato pubblicato da Ill Will e Columbia e distribuito attraverso la Sony Music. Inizialmente è stato pubblicato il 23 settembre in Regno Unito e il 24 settembre negli Stati Uniti, il 9 ottobre in Giappone, dove sono state aggiunte tre canzoni bonus, e il 20 gennaio 2003 in Australia. Pur ricevendo poca promozione da parte delle etichette discografiche, The Lost Tapes esordisce al decimo posto nella Billboard 200 e vende oltre 70 000 copie fisiche nella prima settimana negli Stati Uniti, restando per otto settimane nella classifica. Arriva anche al terzo posto tra gli album R&B/Hip-Hop. Nel luglio del 2008, la raccolta ha venduto 340 000 copie fisiche negli Stati Uniti secondo Nielsen SoundScan.
The Lost Tapes è stato accolto con un ampio consenso da parte della critica. Metacritic gli assegna un punteggio di 81/100 basato su 12 recensioni. Craig Seymour di Entertainment Weekly afferma che «le riflessioni crude, ma speranzose di Nas hanno fatto di Lost Tapes una vera scoperta.» Joe Caramanica di Rolling Stone l'ha definito «il vero Stillmatic» scrivendo che «mostrava gli omaggi di Nas per una narrazione molto fitta e dettagli estremamente precisi.» In The A.V. Club, Nathan Rabin lo considera un capolavoro le cui tracce assortite sono coerenti con qualsiasi album in studio ufficiale di Nas, riaffermando la sua reputazione come «eminente poeta della musica rap per la disperazione urbana.» Ken Capobianco del The Boston Globe ha detto che le canzoni rimaste hanno dimostrato il motivo per il quale Nas aveva così tante promesse all'inizio della sua carriera, mentre Chris Ryan di Spin ha visto il disco come una versione hip hop di The Basement Tapes di Bob Dylan – «un documento crudo [che] dimostra ancora che Nas lo aveva fin dall'inizio.» Il critico Marc L. Hill di  PopMatters lo ha definito «arrangiato magistralmente» e «aggiunta necessaria alla collezione di ogni appassionato hip hop.» In The Village Voice, Christgau è rimasto particolarmente colpito dalle quattro canzoni autobiografiche che chiudono l'album, preferendole alle altre tracce che riteneva fossero nient'altro che prese in giro. In una recensione meno entusiastica, Brett Berliner di Stylus Magazine scrive che, per quanto buone fossero le canzoni, «non potevano fare un vero album [...] [ma] un superbo mixtape», mentre Rashaun Hall di Billboard credeva che la produzione di alcuni brani suonasse obsoleta.
In una recensione retrospettiva, John Bush di AllMusic ha raccomandato The Lost Tapes agli «appassionati di hip hop che vogliono ascoltare alcune grandi rime senza funzioni aggiunte», paragonando alcune tracce – Doo Rags, No Idea's Original e Black Zombie – a quelle presenti in Illmatic. Jesal Padania di RapReviews considera il prodotto un capolavoro, dichiarando che «questo è stato un breve e limpido shock di un lirismo fantastico e molti, ufficiosamente, lo considerano il cugino più vicino che potremmo mai ottenere a Illmatic II.» Ryan Dombal di Pichtfok lo considera uno dei «migliori momenti» di Nas. Henry Adaso di About.com lo ha definito «degno di nota per la sua superiorità rispetto alla metà del catalogo di Nas.» In The Rolling Stone Album Guide (2004), Chris Ryan recensisce l'album in maniera meno entusiastica, pur affermando che ci sono «alcuni classici come il nostalgico Doo Rags che non possono essere persi.» Nella suo numero del 2007, XXL includeva The Lost Tapes nella sua lista di album con lo status di «classico» (ovvero col voto massimo di «XXL»). Nel 2012, Complex ha incluso The Lost Tapes nella sua lista di «25 album rap del decennio passato che meritano lo status di classico.»

## Seguito cancellato
Una raccolta successiva, The Lost Tapes II, è originariamente programmata per essere pubblicata il 16 dicembre del 2003 e include registrazioni inedite, remix e tracce freestyle. Tuttavia, la sua uscita è ritardata, e nel 2006, Nas firma con la Def Jam Recordings.
Nell'intervista del giugno 2010 per Hot 97.5 KVEG, Nas parla del seguito di The Lost Tapes e dichiara di avere abbastanza canzoni per fare un Lost Tapes 2 e 3 subito. A settembre, annuncia l'uscita di The Lost Tapes 2 per il 14 dicembre. Nonostante ciò, l'uscita è ulteriormente ritardata per vie ufficiali dalla Def Jam; Nas accusa la label di gestire male i suoi progetti e il suo budget in un'e-mail inviata ai dirigenti dell'etichetta. I resoconti del ritardo dei progetti hanno portato i fan a creare una petizione online a dicembre per chiedere alla Def Jam di pubblicare l'album. Dopo aver perso tempo per il ritardo dei progetti, Nas inizia a registrare per un nuovo album in studio e accantona i piani per The Lost Tapes 2. In un'intervista per MTV News nel maggio del 2011, Nas spiega i motivi che l'hanno portato, alla fine, ad abbondare definitivamente il progetto per The Lost Tapes 2.

## Tracce
1. Doo Rags – 4:03 (testo: Nasir Jones, Larry Gates, Michelle Lynn Bell – musica: Precision)
2. My Way – 3:55 (testo: Jones, Alan Maman – musica: The Alchemist)
3. U Gotta Love It – 3:18 (testo: Jones, Leshan Lewis, Carlos Wilson, Louis Wilson, Ricardo Wilson – musica: L.E.S.)
4. Nothing Lasts Forever – 3:52 (testo: Jones, Lewis – musica: L.E.S.)
5. No Idea's Original – 3:04 (testo: Jones, Maman, Barry White – musica: The Alchemist)
6. Blaze a 50 – 2:49 (testo: Jones, Lewis, Jean-Claude Olivier, Samuel Barnes – musica: L.E.S., Poke & Tone)
7. Everybody's Crazy – 3:35 (testo: Jones, Dana Stinson – musica: Rockwilder)
8. Purple – 3:39 (testo: Jones, Tommie Spearman – musica: Hill, Inc.)
9. Drunk by Myself – 4:03 (testo: Jones, Barnes, Olivier, Al West – musica: Al West, Poke & Tone)
10. Black Zombie – 3:35 (testo: Jones, Spearman – musica: Hill, Inc.)
11. Poppa Was a Playa – 7:09 (testo: Jones, Deric Angelettie, Allan Wayne Felder, Norman Ray Harris – musica: Deric "D-Dot" Angelettie. Co-produzione: Kanye West.[28])

Durata totale: 43:02
Tracce bonus per l'edizione giapponese
1. It Ain't Hard to Tell (Large Professor Remix) – 2:51 (testo: Jones, Highleigh Crizoe, William Mitchell – musica: Large Professor)
2. Affirmative Action (Remix (featuring Foxy Brown & AZ) – 3:23 (testo: Dave Atkinson, Barnes, Anthony Cruz, Jones, Inga Marchand, Cory McKay, Olivier – musica: Dave Atkinsone, Poke & Tone)
3. One Mic (Remix) – 4:34 (testo: Tyrone Fyffe, Jones, James Mtume – musica: Ty Fyffe)

## Formazione
Crediti adattati secondo le note di copertina dell'album.
- The Alchemist – produttore
- Julian Alexander – materiale grafico
- Deric "D-Dot" Angelettie – produttore
- Pablo Arraya – assistente ingegnere audio, assistente al missaggio
- Kareem Black – fotografia
- Kevin Crouse – ingegnere audio, missaggio
- Chris "C-Money" Feldman – materiale grafico
- Bryan Golder – ingegnere audio
- Paul Gregory – assistente ingegnere audio
- Hill, Inc. – produttore
- Ken "Duro" Ifill – ingegnere audio
- L.E.S. – produttore

- Nikki Martin – coordinamento
- Jonathan Merritt – assistente ingegnere audio, assistente al missaggio
- Nas – compositore, produttore esecutivo
- Lenny "Linen" Nicholson – A&R
- Jake Ninan – assistente ingegnere audio
- Poke and Tone – produttore
- Precision – produttore
- Rockwilder – produttore
- John Shriver – ingegnere audio
- Grayson Sumby – assistente ingegnere audio, assistente al missaggio
- Richard Travali – missaggio
- Al West – produttore

## Classifiche
| Classifica (2002)         | Posizione massima |
| ------------------------- | ----------------- |
| Francia                   | 104               |
| Stati Uniti               | 10                |
| US Top R&B/Hip-Hop Albums | 3                 |
| Svizzera                  | 50                |